# Dyocibicides
Dyocibicides es un género de foraminífero bentónico de la subfamilia Stichocibicidinae, de la familia Cibicididae, de la superfamilia Planorbulinoidea, del suborden Rotaliina y del orden Rotaliida. Su especie tipo es Dyocibicides biserialis. Su rango cronoestratigráfico abarca desde el Eoceno hasta la Actualidad.

## Clasificación
Dyocibicides incluye a las siguientes especies:
- Dyocibicides biserialis
- Dyocibicides danvillensis
- Dyocibicides diminuta
- Dyocibicides duncanensis
- Dyocibicides dzhamanensis
- Dyocibicides epicharis
- Dyocibicides jamesbayensis
- Dyocibicides kunradensis
- Dyocibicides laevis
- Dyocibicides maoensis
- Dyocibicides pacificus
- Dyocibicides perforata
- Dyocibicides primitiva
- Dyocibicides rutteni
- Dyocibicides uniserialis

Otras especies consideradas en Dyocibicides son:
- Dyocibicides clarus, de posición genérica incierta